# Дзеркало вампіра
Дзеркало вампіра (серб. Огледало за вампира) — фантастичний роман белградського письменника Адріяна Сарайлія. Книга була опублікована як самостійна видання у 2012 році бібліотекою «Сигнал», видання руху неавангардного сигналізму.
Роиан був негативно оцінений критиками, він також викликав суперечки у сербських літературних колах, через незвичайну презентацію цивілізаційного моменту, наявність неприхованого насильства та руйнування встановленого вампірського міфу.
Журі конкурсу NIN Award включало «Дзеркало вампіра» у розширений список кандидатів на звання найкращого роману 2012 року. У грудні 2013 року в белградському видавництві «Чаробна книга» вийшло друге видання роману з ілюстрацією обкладинки, виконаної Драганом Бібіном.

## Сюжет
Дзеркало вампіра розповідає про фантастичну мандрівку професора історії Едуарда Ласнера, який має намір здійснити вирішальні зміни в житті, шляхом усунення фізичних вадах, статевих та соціальних недоліків.
Сюжетна лінія проходить по Бразилії, основні події розповідають про мандрівку від міських центрів до глибин джунглів й назад, через екзотичні сцени мандрівки по бідних нетрях, багаті квартали, таємні військові лабораторії, телевізійні студії та незайману природу Амазонії.

## Відгуки критиків
Слободан Шкерович при обговоренні роману сказав наступні слова: «Коли, таким чином, все видно в одному місці, навіть від часів Рабле та Сервантеса, через горгулію Ієгови в Церкві Богородиці, до технологічних нововведень Флемінга, упаковане в класичні шпигунські програми, мистецтво фантастичної пригоди постає як придатне середовище, для вивіски особистості, яка лише робить одне — представляє дух свого часу. Едуардо Ласнер знайшов у собі, разом з іншими персонажами, яким він поділився, всі ті характерні риси, які складають особистість, підпадають під вплив всюдисущої поп-культури. А сьогоднішня поп-культура — це плем'я народжених та інцестно запліднених жанрів, химер та жуків, що нагадують первісний суп, який жив і дихав одним імпульсом мільйон років тому.»
Ратко Радунович, письменник та критик, під час презентації в подгорицькому виданні Вијестима каже: «Як і в Саражлижиних оповіданнях , у Дзеркалі вампіра частота теми фізичної деконструкції людини очевидна. Йдеться про пригоди карлика Едуарда, який щоб помститися консервативному суспільству, який залишився поза ним через хворобу та незвичні претензії, готовий пройти найжахливіші хірургічні операції, щоб стати тим, що виокремить його з навколишнього світу, проте він не знає, що цей світ, у своїй повній ясності, є абсолютно непримиренним та морально мертвим, як і сам Едуардо. Цей фон дає автору можливість вести свого героя до декадентських та фантастичних мандрівок, де головні герої намагатимуться знайти відповіді на те, що можна було б назвати "сенсом життя" сьогодні, а також відповіді на їхню власну сексуальність. Немає опосередкованого насильства та постійного мотиву, щоб заохотити читача думати про читання японської манги, і, отже, ритм Дзеркала вампіра дещо відрізняється від того, яке міститься в збірнику Мануфактура Г.»
Джордже Бажич, письменник і критик, дає наступну характеристику роману в часописі Yellow Cab: «Автор майстерно поєднує жанри з безперечною легкістю, налаштовує їх на свою чуттєвість і створює збалансовану суміш жаху, сатири та магічного реалізму, а заразом й проводить знайомство з багатогранною Бразилією. Дзеркало вампіра можна розглядати як успішне постмодерне поєднання бфлдунгсроману та дрібних постулатів, все це приправлене великою кількістю подій, величезною кількістю кровопролиття і пронизлової жорстокості, жорсткого сексу.»
Журналіст та літературний критик Давор Шишович написав власний вирок у Гласі Істри «(...) Але, як й історії з першої книги, в цьому романі Адріан Сарайлія особливо блискуче демонструє свій стиль, привабливість казок, дивовижний баланс окремих мотивів, майстерне використання іронії, спалахи романтичних моментів, гротескні вивихи певних епізодів. Майже незрозуміло, на скільки читаються повідомлення з цього роману — жанрові пародії, політичні алегорії, пошуки ідеальної любові, а також сумніви щодо сексуальної орієнтації, проблеми лояльності та сімейної приналежності, мілітаристського світогляду, цінностей життя, навіть місце інтелектуала в суспільстві.»

## Соціологічна інтерпретація
Культурний додаток Политике наводить аналіз роману з пера респектабельного теоретика соціальних відхилень, політолог проф. Д-р Александра Юговича: «Автор, використовуючи жахливу іконографію, стверджує, що секс, сила та медіа-слава є ключовими цінностями спектаклю суспільства. Герой роману плутається зі своєю сексуальною ідентичністю, а спокуслива подорож є пошуком його самого. Сарайлія використовує метаморфозу професора Едуарду у вампіра ("вампіреня"), щоб показати нам страхи людини, яка живе в сучасному суспільстві: через приналежність, соціальний статус, сексуальну орієнтацію, здоров'я тощо. Його герой — це парадигма плутаної, маргіналізованої та нещасливої людини в часі медіа-споживання. (...) У певному сенсі цей роман вводить нас у багатомірну (міфічну, магічну, наукову, психологічну, сексуальну, політичну, економічну, соціальну, медіа) анатомію «вампірології сучасного суспільства», залишаючи нас думати: сьогодні це «спрага крові» виражена в постійних війнах або міжособистісному насильстві на мікросоціальному плані, продукт людських страхів, соціальних нерівностей, прагнення до влади, сексуальної дисфункції або все разом?»

## Контраверсійність щодо насильства в романі
Незважаючи на позитивну оцінку критиків, Дзеркало вампіра часто висвітлюється як роман насильства та химерності. Літературознавець Слободан Івков у щоденнику «Бліц» визначає роман «непомітно жорстоким» і робить висновок: "Письменник не може бути сербським Маркізом де Сад, але він багато обіцяє!"